# Bhagyaswori
Bhagyaswar (en népalais : भाग्यश्वर) est un comité de développement villageois du Népal situé dans le district d'Achham. Au recensement de 2011, il comptait 1 091 habitants.